# Contea di Cotton
La contea di Cotton ( in inglese Cotton County ) è una contea dello Stato dell'Oklahoma, negli Stati Uniti. La popolazione al censimento del 2000 era di 6 614 abitanti. Il capoluogo di contea è Walters.